# Leonid Lytwynenko

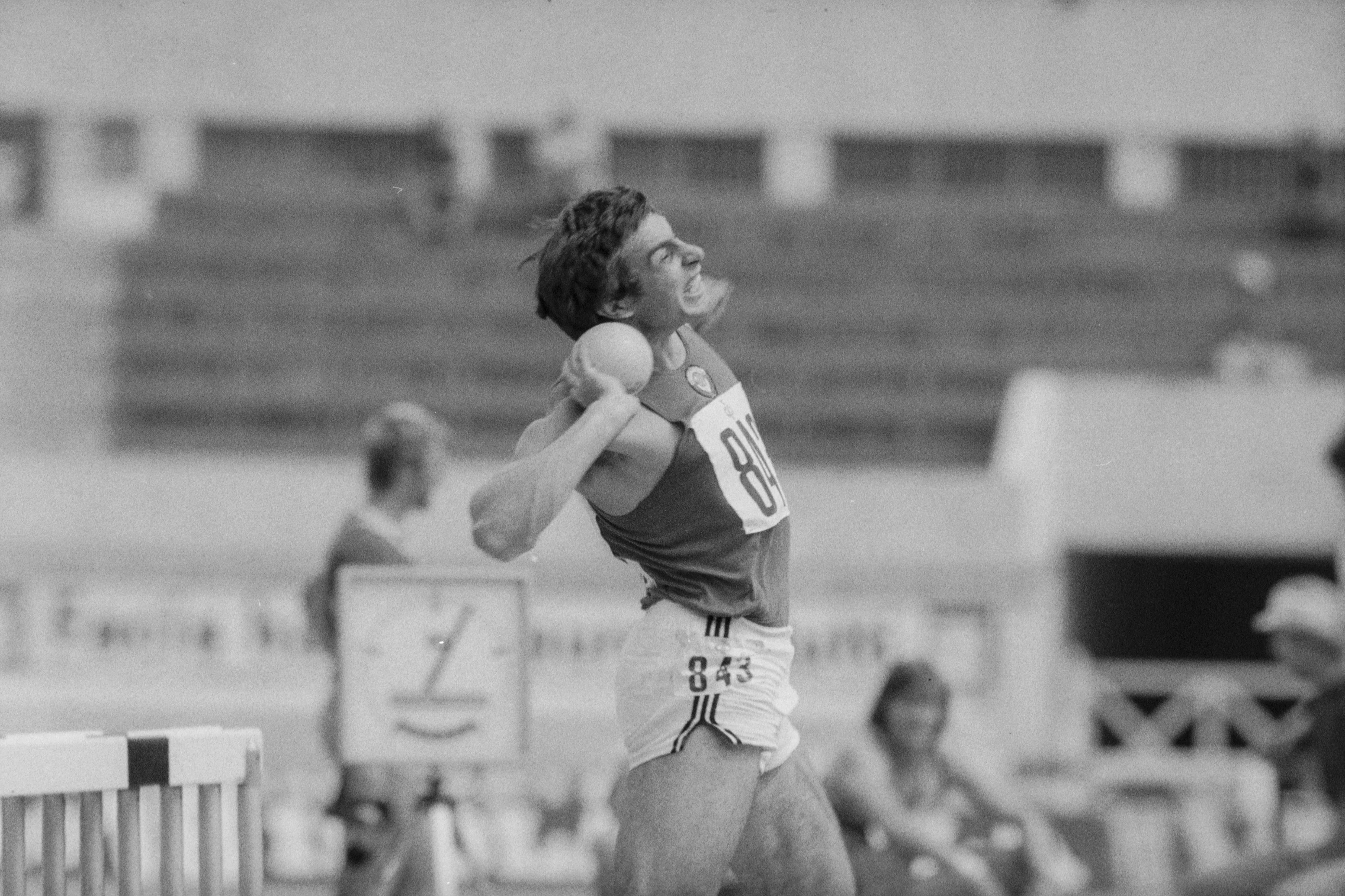
Leonid Lytwynenko bei den Europameisterschaften 1974 in Rom

Leonid Lytwynenko (ukrainisch Леонід Литвиненко, engl. Transkription Leonid Lytvynenko, russisch Леонид Дмитриевич Литвиненко – Leonid Dmitrijewitsch Litwinenko – Leonid Litvinenko; * 28. Januar 1949 in Smila) ist ein ehemaliger ukrainischer Zehnkämpfer, der für die Sowjetunion startete.
1971 wurde er Siebter bei den Europameisterschaften in Helsinki.
Bei den Olympischen Spielen 1972 in München gewann er mit 8035 Punkten die Silbermedaille hinter seinem Landsmann Mykola Awilow, der mit 8454 Punkten einen Weltrekord aufstellte, und vor dem Polen Ryszard Katus (7984 Punkten). Nachdem er nach der 9. Disziplin noch auf Rang 8 gelegen war, erreichte er den Silberrang durch einen überragenden 1500-Meter-Lauf in 4:05,9 min, bis heute (Stand 2023) eine der besten Zeiten innerhalb eines Zehnkampfs.
Bei den Europameisterschaften 1974 in Rom wurde er Vierter, bei den Olympischen Spielen 1976 in Montreal Siebter.
1970 und 1971 wurde er sowjetischer Meister.